# Hayashi Gonsuke
Hayashi Gonsuke (林権助)23 mars 1806-27 juin 1868 est un samouraï de la fin de l'époque d'Edo, également connu par son nom officiel (imina, 諱), Yasusada (安定).
Serviteur du domaine d'Aizu, Hayashi est un artiste martial accompli du Ichinomiya-ryu iaijutsu, la stratégie de Ryu Naganuma et en artillerie. Promu au rang de magistrat d'artillerie (大砲奉行, taihō-bugyō) en 1862, il se rend à Kyoto au début du mandat du seigneur Katamori Matsudaira comme Kyoto shugoshoku. Combattant à diverses escarmouches dans les années 1860, il a spécialement combattu à côté du Shinsen gumi contre les forces de Maki Yasuomi à la bataille de Yamazaki. Commandant l'artillerie d'Aizu à la bataille de Toba-Fushimi, Hayashi s'est farouchement battu, réussissant à produire un feu nourri alors qu'il était insuffisamment protégé par des hommes armés de lances au lieu de fusils. Saisissant lui-même une longue lance, il a chargé l'infanterie ennemie mais a été touché par balles à plusieurs reprises. Évacué du champ de bataille, il a été placé sur un vaisseau de guerre du shogunat, et il est mort en mer, en route vers Edo. Il avait 63 ans.
L'ancêtre de Hayashi, Matazaburō Gonsuke, est célèbre pour avoir servi sous Mototada Torii et est mort au siège de Fushimi. D'autre part, le petit-fils de Hayashi qui porte le même prénom, Hayashi Gonsuke, est une figure importante dans l'annexion japonaise de la Corée.

## Source de la traduction
- (en) Cet article est partiellement ou en totalité issu de l’article de Wikipédia en anglais intitulé « Hayashi Yasusada » (voir la liste des auteurs).